# Lucia Sauca

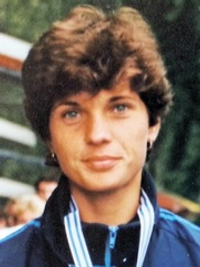
Lucia Sauca in den 1980er-Jahren

Lucia Sauca, nach Heirat Lucia Toader, (* 30. September 1963 in Coroiești, Kreis Vaslui; † Dezember 2013) war eine rumänische Ruderin, die eine olympische Medaille und zwei Weltmeistertitel gewann.
Die 1,79 m große Ruderin trat bis 1984 unter ihrem Geburtsnamen Lucia Sauca an, danach als Lucia Toader.

## Sportliche Karriere
Bei den Weltmeisterschaften 1983 in Duisburg siegte im Achter das Boot aus der Sowjetunion vor den Booten aus den Vereinigten Staaten, der DDR und Kanada. Der rumänische Achter mit Olguta Onofrei, Ioana Badea, Camelia Diaconescu, Lucia Sauca, M. Gligor, Anișoara Sorohan, Aurora Pleșca, Mihaela Armășescu und Steuerfrau Elena Nedelcu belegte den fünften Platz vor den Bulgarinnen.
Wegen des Olympiaboykotts der Warschauer-Pakt-Staaten waren von den sechs Achtern aus dem Weltmeisterschaftsfinale von 1983 nur die USA, Kanada und Rumänien bei den Olympischen Spielen 1984 am Start. Hinzu kamen Boote aus den Niederlanden, dem Vereinigten Königreich und aus der Bundesrepublik Deutschland. Da nur sechs Boote antraten, gab es keine Vorläufe. Es siegte der Achter aus den Vereinigten Staaten mit einer Sekunde Vorsprung vor den Rumäninnen und, zwei Sekunden dahinter, den Niederländerinnen. Im rumänischen Achter saßen Doina Bălan, Marioara Trașcă, Aurora Pleșca, Aneta Mihaly, Adriana Bazon, Mihaela Armășescu, Camelia Diaconescu, Lucia Sauca und Steuerfrau Viorica Ioja.
Bei den Weltmeisterschaften 1985 in Hazewinkel siegte der Achter aus der Sowjetunion vor dem Boot aus der DDR und den Rumäninnen, die viereinhalb Sekunden Rückstand auf das Boot aus der DDR hatten, aber mit 0,3 Sekunden Vorsprung vor dem US-Achter die Bronzemedaille gewannen. Die Besatzung bestand aus Doina Bălan, Marioara Trașcă, Livia Țicanu, Mihaela Armășescu, Adriana Bazon, Carolina Matei, Camelia Diaconescu, Lucia Toader und Steuerfrau Ecaterina Oancia.
1986 trat Toader im Vierer mit Steuerfrau an. Zusammen mit Doina Bălan, Marioara Trașcă, Chira Stoean und Steuerfrau Viorica Ioja gewann sie bei den Weltmeisterschaften in Nottingham den Titel mit viereinhalb Sekunden Vorsprung vor dem Boot aus der DDR. Ihren letzten großen Erfolg erruderte Toader im Achter bei den Weltmeisterschaften 1987 in Kopenhagen. Valentina Virlan, Marioara Trașcă, Livia Țicanu, Rodica Arba, Adriana Bazon, Veronica Necula, Olga Homeghi, Lucia Toader und Steuerfrau Ecaterina Oancia siegten mit anderthalb Sekunden Vorsprung vor dem Achter aus den Vereinigten Staaten. Es war der erste Weltmeistertitel im Achter für Rumänien, nachdem zuvor dreimal die DDR und siebenmal die Sowjetunion gewonnen hatten.